# Cabinet fantôme de William Hague
Major Duncan Smith
Le cabinet fantôme nommé par le leader du Parti conservateur William Hague a été le cabinet fantôme de l'opposition officielle de 1997 à 2001. À la suite de ses nominations initiales en juin 1997, Hague a remanié le cabinet fantôme cinq fois avant sa démission de leader après sa défaite aux élections générales de 2001.

## Cabinet fantôme initial
- William Hague MP — Leader de la très loyale opposition de Sa Majesté et Leader du Parti conservateur
- Peter Lilley — Chancelier de l'Échiquier du cabinet fantôme
- Michael Howard — Secrétaire d'État des Affaires étrangères et du Commonwealth du cabinet fantôme
- Brian Mawhinney — Secrétaire d'État à l'Intérieur du cabinet fantôme
- Cecil Parkinson — Président du Parti conservateur
- Stephen Dorrell — Secrétaires d'État de l'Éducation et de l'Emploi du cabinet fantôme
- Gillian Shephard — Leader fantôme de la Chambre des communes et Chancelier du duché de Lancaster du cabinet fantôme
- Robert Gascoyne-Cecil (7e marquis de Salisbury) — Leader de l'Opposition à la Chambre des lords
- George Young — Secrétaire d'État à la Défense du cabinet fantôme
- John Redwood — Secrétaire d'État au Commerce et de l'Industrie du cabinet fantôme
- Norman Fowler — Secrétaire d'État à l'Environnement, des Transports et des Régions du cabinet fantôme
- Michael Ancram — Porte-parole des affaires constitutionnelles, y compris l’Écosse et le pays de Galles
- David Curry — Ministre de l'Agriculture, de la Pêche et de l'Alimentation du cabinet fantôme
- Alastair Goodlad — Secrétaire d'État au Développement international du cabinet fantôme
- David Heathcoat-Amory — Secrétaire en chef du Trésor du cabinet fantôme
- Francis Maude — Secrétaire d'État à la Culture, aux Médias et aux Sports du cabinet fantôme
- Andrew MacKay — Secrétaire d'État pour l'Irlande du Nord du cabinet fantôme
- John Maples — Secrétaire d'État à la Santé du cabinet fantôme
- Iain Duncan Smith — Secrétaires d'État pour la sécurité sociale du cabinet fantôme
- James Arbuthnot — whip en chef de l'opposition
- Thomas Galbraith (2e baron Strathclyde) — Whip en chef de l'opposition à la Chambre des lords

## Remaniement de juin 1998
Hague remanie le Cabinet fantôme pour la première fois le 1er juin 1998.
- William Hague — Leader de la très loyale opposition de Sa Majesté et Leader du Parti conservateur
- Peter Lilley — Leader adjoint du Parti conservateur
- Francis Maude — Chancelier de l'Échiquier du cabinet fantôme
- Michael Howard — Secrétaire d'État des Affaires étrangères et du Commonwealth du cabinet fantôme
- Norman Fowler — Secrétaire d'État à l'Intérieur du cabinet fantôme
- {Cecil Parkinson — Président du Parti conservateur
- Michael Ancram — Vice-président du Parti conservateur
- David Willetts — Secrétaires d'État de l'Éducation et de l'Emploi du cabinet fantôme
- George Young — Leader fantôme de la Chambre des communes et Chancelier du duché de Lancaster du cabinet fantôme
- Robert Gascoyne-Cecil (7e marquis de Salisbury) — Leader de l'Opposition à la Chambre des lords
- John Maples — Secrétaire d'État à la Défense du cabinet fantôme
- John Redwood — Secrétaire d'État au Commerce et de l'Industrie du cabinet fantôme
- Gillian Shephard — Secrétaire d'État à l'Environnement, des Transports et des Régions du cabinet fantôme
- Liam Fox — Porte-parole des affaires constitutionnelles
- Tim Yeo — Ministre de l'Agriculture, de la Pêche et de l'Alimentation du cabinet fantôme
- Gary Streeter — Secrétaire d'État au Développement international du cabinet fantôme
- David Heathcoat-Amory — Secrétaire en chef du Trésor du cabinet fantôme
- Peter Ainsworth — Secrétaire d'État à la Culture, aux Médias et aux Sports du cabinet fantôme
- Andrew MacKay — Secrétaire d'État pour l'Irlande du Nord du cabinet fantôme
- Ann Widdecombe — Secrétaire d'État à la Santé du cabinet fantôme
- Iain Duncan Smith — Secrétaires d'État pour la sécurité sociale du cabinet fantôme
- James Arbuthnot — whip en chef de l'opposition
- Thomas Galbraith (2e baron Strathclyde) — Whip en chef de l'opposition à la Chambre des lords

Ministres de l'ombre juniors
- Nicholas Lyell — Procureur général du cabinet fantôme
- Christopher Prout — Lord Chancelier du cabinet fantôme

Changements depuis juin 1997
- Peter Lilley passe de Chancelier de l'Échiquier du cabinet fantôme à Leader adjoint du Parti conservateur
- Francis Maude passe de Secrétaire d'État à la Culture, aux Médias et aux Sports du cabinet fantôme à Chancelier de l'Échiquier du cabinet fantôme
- Brian Mawhinney quitte le cabinet fantôme
- Norman Fowler passe de Secrétaire d'État à l'Environnement, des Transports et des Régions du cabinet fantôme à Secrétaire d'État à l'Intérieur du cabinet fantôme
- Gillian Shephard passe de Leader fantôme de la Chambre des communes à Secrétaire d'État à l'Environnement, des Transports et des Régions du cabinet fantôme
- George Young passe de Secrétaire d'État à la Défense du cabinet fantôme à Leader fantôme de la Chambre des communes
- John Maples passe de Secrétaire d'État à la Santé du cabinet fantôme à Secrétaire d'État à la Défense du cabinet fantôme
- Ann Widdecombe entre au cabinet fantôme en tant que Secrétaire d'État à la Santé du cabinet fantôme
- Alastair Goodlad quitte le cabinet fantôme
- Peter Ainsworth entre au cabinet fantôme en tant que Secrétaire d'État à la Culture, aux Médias et aux Sports du cabinet fantôme
- Liam Fox entre au cabinet fantôme en tant que porte-parole des affaires constitutionnelles
- Gary Streeter entre au cabinet fantôme en tant que Secrétaire d'État au Développement international du cabinet fantôme
- David Curry quitte le cabinet fantôme
- Tim Yeo entre au cabinet fantôme en tant que Ministre de l'Agriculture, de la Pêche et de l'Alimentation du cabinet fantôme
- Michael Ancram devient vice-président du Parti conservateur. Quelques mois plus tard, il succéda à Parkinson avec son propre successeur qui ne siégeait pas dans le cabinet fantôme.

## Décembre 1998
Un léger remaniement du Cabinet fantôme est nécessaire le 2 décembre 1998, en raison du limogeage de Robert Gascoyne-Cecil (7e marquis de Salisbury) en raison du House of Lords Act 1999. Cranborne s'est engagé dans des négociations secrètes avec le gouvernement travailliste sur la question des pairs héréditaires, sans en informer William Hague. Cet amendement (proposé par Bernard Weatherill pour les questions de formalité, connu sous le nom de  Weatherill Amendment) a permis à 92 pairs héréditaires de rester. Le limogeage de Cranborne a conduit à une crise de leadership, certains pairs conservateurs démissionnant du whip du parti.

### Shadow Cabinet
- William Hague — Leader de la très loyale opposition de Sa Majesté et Leader du Parti conservateur
- Peter Lilley — Leader adjoint du Parti conservateur
- Francis Maude — Chancelier de l'Échiquier du cabinet fantôme
- Michael Howard — Secrétaire d'État des Affaires étrangères et du Commonwealth du cabinet fantôme
- Norman Fowler — Secrétaire d'État à l'Intérieur du cabinet fantôme
- Michael Ancram — Président du Parti conservateur
- David Willetts — Secrétaires d'État de l'Éducation et de l'Emploi du cabinet fantôme
- George Young — Leader fantôme de la Chambre des communes et Chancelier du duché de Lancaster du cabinet fantôme
- Thomas Galbraith (2e baron Strathclyde) — Leader de l'Opposition à la Chambre des lords
- John Maples — Secrétaire d'État à la Défense du cabinet fantôme
- John Redwood — Secrétaire d'État au Commerce et de l'Industrie du cabinet fantôme
- Gillian Shephard — Secrétaire d'État à l'Environnement, des Transports et des Régions du cabinet fantôme
- Liam Fox — Porte-parole des affaires constitutionnelles
- Tim Yeo — Ministre de l'Agriculture, de la Pêche et de l'Alimentation du cabinet fantôme
- Gary Streeter — Secrétaire d'État au Développement international du cabinet fantôme
- David Heathcoat-Amory — Secrétaire en chef du Trésor du cabinet fantôme
- Peter Ainsworth — Secrétaire d'État à la Culture, aux Médias et aux Sports du cabinet fantôme
- Andrew MacKay — Secrétaire d'État pour l'Irlande du Nord du cabinet fantôme
- Ann Widdecombe — Secrétaire d'État à la Santé du cabinet fantôme
- Iain Duncan Smith — Secrétaires d'État pour la sécurité sociale du cabinet fantôme
- James Arbuthnot — whip en chef de l'opposition
- Oliver Eden (8e baron Henley) — Whip en chef de l'opposition à la Chambre des lords

Changements
- Robert Gascoyne-Cecil (7e marquis de Salisbury) est renvoyé du cabinet fantôme
- Thomas Galbraith (2e baron Strathclyde) passe de whip en chef de l'opposition à la Chambre des lords à Leader de l'opposition officielle à la Chambre des lords
- Oliver Eden (8e baron Henley) entre au Cabinet fantôme en tant que whip en chef de l'opposition à la Chambre des lords

## Remaniement de 1999
Hague a de nouveau remanié le cabinet fantôme le 15 juin 1999.
- William Hague — Leader de la très loyale opposition de Sa Majesté et Leader du Parti conservateur
- Francis Maude — Chancelier de l'Échiquier du cabinet fantôme
- John Maples — Secrétaire d'État des Affaires étrangères et du Commonwealth du cabinet fantôme
- Ann Widdecombe — Secrétaire d'État à l'Intérieur du cabinet fantôme
- Michael Ancram — Président du Parti conservateur
- Theresa May — Secrétaires d'État de l'Éducation et de l'Emploi du cabinet fantôme
- George Young — Leader fantôme de la Chambre des communes, Chancelier du duché de Lancaster du cabinet fantôme et porte-parole des affaires constitutionnelles
- Thomas Galbraith (2e baron Strathclyde) — Leader de l'Opposition à la Chambre des lords
- Iain Duncan Smith — Secrétaire d'État à la Défense du cabinet fantôme
- Angela Browning — Secrétaire d'État au Commerce et de l'Industrie du cabinet fantôme
- John Redwood — Secrétaire d'État à l'Environnement, des Transports et des Régions du cabinet fantôme
- Tim Yeo — Ministre de l'Agriculture, de la Pêche et de l'Alimentation du cabinet fantôme
- Gary Streeter — Secrétaire d'État au Développement international du cabinet fantôme
- David Heathcoat-Amory — Secrétaire en chef du Trésor du cabinet fantôme
- Peter Ainsworth — Secrétaire d'État à la Culture, aux Médias et aux Sports du cabinet fantôme
- Andrew MacKay — Secrétaire d'État pour l'Irlande du Nord du cabinet fantôme
- Liam Fox — Secrétaire d'État à la Santé du cabinet fantôme
- David Willetts — Secrétaires d'État pour la sécurité sociale du cabinet fantôme
- James Arbuthnot — whip en chef de l'opposition
- Oliver Eden (8e baron Henley) — Whip en chef de l'opposition à la Chambre des lords

Ministres de l'ombre juniors
- Edward Garnier — Procureur général du cabinet fantôme
- Christopher Prout — Lord Chancelier du cabinet fantôme
- Bernard Jenkin — Ministre de l'ombre des transports
- Andrew Lansley — Ministre du cabinet fantôme

Changements à partir du 2 décembre 1998
- Peter Lilley quitte le cabinet fantôme
- Cecil Parkinson quitte le cabinet fantôme
- Michael Howard quitte le cabinet fantôme
- Gillian Shephard quitte le cabinet fantôme
- Norman Fowler quitte le cabinet fantôme
- Nicholas Lyell quitte le cabinet fantôme
- Theresa May entre au cabinet fantôme en tant que Secrétaires d'État de l'Éducation et de l'Emploi du cabinet fantôme
- Angela Browning entre au cabinet fantôme en tant que Secrétaire d'État au Commerce et de l'Industrie du cabinet fantôme
- Edward Garnier entre au cabinet fantôme en tant que procureur général du cabinet fantôme
- Bernard Jenkin entre dans l'équipe ministérielle fantôme en tant que ministre fantôme des transports
- Andrew Lansley entre dans l'équipe ministérielle de l'ombre en tant que ministre du bureau du Cabinet fantôme
- Ann Widdecombe passe de Secrétaire d'État à la Santé du cabinet fantôme à Secrétaire d'État à l'Intérieur du cabinet fantôme
- John Maples passe de Secrétaire d'État à la Défense du cabinet fantôme à Secrétaire d'État des Affaires étrangères et du Commonwealth du cabinet fantôme
- John Redwood passe de Secrétaire d'État au Commerce et de l'Industrie du cabinet fantôme à Secrétaire d'État à l'Environnement, des Transports et des Régions du cabinet fantôme
- Liam Fox passe de porte-parole des affaires constitutionnelles à Secrétaire d'État à la Santé du cabinet fantôme
- Iain Duncan Smith passe de Secrétaires d'État pour la sécurité sociale du cabinet fantôme à Secrétaire d'État à la Défense du cabinet fantôme
- David Willetts passe de Secrétaires d'État de l'Éducation et de l'Emploi du cabinet fantôme à Secrétaires d'État pour la sécurité sociale du cabinet fantôme

## Remaniement de février 2000
Le 2 février 2000, Hague a de nouveau remanié le cabinet fantôme.
- William Hague — Leader de la très loyale opposition de Sa Majesté et Leader du Parti conservateur
- Michael Portillo — Chancelier de l'Échiquier du cabinet fantôme
- Francis Maude — Secrétaire d'État des Affaires étrangères et du Commonwealth du cabinet fantôme
- Ann Widdecombe — Secrétaire d'État à l'Intérieur du cabinet fantôme
- Michael Ancram — Président du Parti conservateur
- Theresa May — Secrétaires d'État de l'Éducation et de l'Emploi du cabinet fantôme
- George Young — Leader fantôme de la Chambre des communes, Chancelier du duché de Lancaster du cabinet fantôme et porte-parole des affaires constitutionnelles
- Thomas Galbraith (2e baron Strathclyde) — Leader de l'Opposition à la Chambre des lords
- Iain Duncan Smith — Secrétaire d'État à la Défense du cabinet fantôme
- Angela Browning — Secrétaire d'État au Commerce et de l'Industrie du cabinet fantôme
- Archie Norman — Secrétaire d'État à l'Environnement, des Transports et des Régions du cabinet fantôme
- Tim Yeo — Ministre de l'Agriculture, de la Pêche et de l'Alimentation du cabinet fantôme
- Gary Streeter — Secrétaire d'État au Développement international du cabinet fantôme
- David Heathcoat-Amory — Secrétaire en chef du Trésor du cabinet fantôme
- Peter Ainsworth — Secrétaire d'État à la Culture, aux Médias et aux Sports du cabinet fantôme
- Andrew MacKay — Secrétaire d'État pour l'Irlande du Nord du cabinet fantôme
- Liam Fox — Secrétaire d'État à la Santé du cabinet fantôme
- David Willetts — Secrétaires d'État pour la sécurité sociale du cabinet fantôme
- James Arbuthnot — whip en chef de l'opposition
- Oliver Eden (8e baron Henley) — Whip en chef de l'opposition à la Chambre des lords

Ministres de l'ombre juniors
- Edward Garnier — procureur général du cabinet fantôme
- Christopher Prout — Lord Chancelier du cabinet fantôme
- Bernard Jenkin — Ministre de l'ombre des transports
- Andrew Lansley — Ministre du cabinet fantôme

Changements à partir du 15 juin 1999
- John Redwood quitte le cabinet fantôme
- John Maples quitte le cabinet fantôme
- Michael Portillo entre dans le cabinet fantôme en tant que Chancelier de l'Échiquier du cabinet fantôme
- Archie Norman entre au cabinet fantôme en tant que Secrétaire d'État à l'Environnement, des Transports et des Régions du cabinet fantôme
- Francis Maude passe de Chancelier de l'Échiquier du cabinet fantôme à Secrétaire d'État des Affaires étrangères et du Commonwealth du cabinet fantôme

## Remaniement de septembre 2000
Le dernier remaniement du cabinet fantôme de Hague a lieu le 26 septembre 2000.
- William Hague — Leader de la très loyale opposition de Sa Majesté et Leader du Parti conservateur
- Michael Portillo — Chancelier de l'Échiquier du cabinet fantôme
- Francis Maude — Secrétaire d'État des Affaires étrangères et du Commonwealth du cabinet fantôme
- Ann Widdecombe — Secrétaire d'État à l'Intérieur du cabinet fantôme
- Michael Ancram — Président du Parti conservateur
- Theresa May — Secrétaires d'État de l'Éducation et de l'Emploi du cabinet fantôme
- Angela Browning — Leader fantôme de la Chambre des communes, Chancelier du duché de Lancaster du cabinet fantôme et porte-parole des affaires constitutionnelles
- Thomas Galbraith (2e baron Strathclyde) — Leader de l'Opposition à la Chambre des lords
- Iain Duncan Smith — Secrétaire d'État à la Défense du cabinet fantôme
- David Heathcoat-Amory — Secrétaire d'État au Commerce et de l'Industrie du cabinet fantôme
- Archie Norman — Secrétaire d'État à l'Environnement, des Transports et des Régions du cabinet fantôme
- Tim Yeo — Ministre de l'Agriculture, de la Pêche et de l'Alimentation du cabinet fantôme
- Gary Streeter — Secrétaire d'État au Développement international du cabinet fantôme
- Oliver Letwin — Secrétaire en chef du Trésor du cabinet fantôme
- Peter Ainsworth — Secrétaire d'État à la Culture, aux Médias et aux Sports du cabinet fantôme
- Andrew MacKay — Secrétaire d'État pour l'Irlande du Nord du cabinet fantôme
- Liam Fox — Secrétaire d'État à la Santé du cabinet fantôme
- David Willetts — Secrétaires d'État pour la sécurité sociale du cabinet fantôme
- James Arbuthnot — whip en chef de l'opposition
- Oliver Eden (8e baron Henley) — Whip en chef de l'opposition à la Chambre des lords

Ministres du cabinet fantôme juniors
- Edward Garnier — procureur général du cabinet fantôme
- Christopher Prout — Lord Chancelier du cabinet fantôme
- Bernard Jenkin — Ministre de l'ombre des transports
- Andrew Lansley — Ministre du cabinet fantôme

Changements à partir du 2 février 2000
- George Young quitte le cabinet fantôme
- Oliver Letwin entre au cabinet fantôme en tant que Secrétaire en chef du Trésor du cabinet fantôme
- Angela Browning passe de Secrétaire d'État au Commerce et de l'Industrie du cabinet fantôme à Leader fantôme de la Chambre des communes, Chancelier du duché de Lancaster du cabinet fantôme et porte-parole des affaires constitutionnelles
- David Heathcoat-Amory passe de Secrétaire en chef du Trésor du cabinet fantôme à Secrétaire d'État au Commerce et de l'Industrie du cabinet fantôme